# 金恩珠 (举重运动员)
金恩珠（1989年11月11日—），朝鲜女子举重运动员，2011年世界举重锦标赛女子75公斤级铜牌得主、2018年世界举重锦标赛女子87公斤级银牌得主、2019年世界举重锦标赛女子87公斤级银牌得主。